# آواتار: راه آب (موسیقی متن)
آواتار: راه آب (موسیقی متن اصلی فیلم) موسیقی متن فیلم علمی تخیلی حماسی آواتار: راه آب محصول ۲۰۲۲ به کارگردانی و تهیه‌کنندگی جیمز کامرون است که دنباله‌ای بر آواتار (۲۰۰۹) است. این آلبوم دارای موسیقی اصلی بود که توسط سایمون فرانگلن، یکی از دوستان آهنگساز جیمز هورنر، که با کامرون در فیلم‌های بیگانه (۱۹۸۶)، تایتانیک (۱۹۹۷) و همچنین برای آواتار کار کرده بود، ساخته شده بود. فرنگلن به عنوان تهیه‌کننده و تنظیم کننده در دو فیلم آخر کار کرده بود، پس از آن، پس از مرگ هورنر در سانحه هوایی در ژوئن ۲۰۱۵، برای راه آب و دنباله‌های بعدی در فرانچایز آواتار، آهنگسازی می‌کرد.
این آلبوم که موسیقی اصلی فرانگلن را همراهی می‌کند، دارای دو آهنگ اصلی بود: «آکورد آهنگ» با اجرای فرانگلن و زوئی سالدانا، و «هیچ چیز از دست رفته‌است (تو به من قدرت می‌دهی)» توسط خواننده کانادایی د ویکند. دومی به‌عنوان تک‌آهنگ از آلبوم در ۱۵ دسامبر ۲۰۲۲ منتشر شد، و روز بعد، در ۱۶ دسامبر، موسیقی متن کامل آن در کنار فیلم توسط هالیوود رکوردز منتشر شد. یک آلبوم موسیقی شامل قطعات دیگری از موسیقی فرنگلن در ۲۰ دسامبر منتشر خواهد شد.